# Del Shannon
Del Shannon, właśc. Charles Westover (ur. 30 grudnia 1934 w Coopersville (Michigan), zm. 8 lutego 1990 w Santa Clarita) – amerykański piosenkarz i gitarzysta rockowy popularny w latach 60.
Rozpoczął karierę muzyczną jako nastoletni idol. Zadebiutował w 1958 udziałem w audycji radiowej Get Up And Go. W przeciwieństwie do większości muzyków tego typu, sam pisał swoje piosenki. Jako jeden z pierwszych muzyków rockowych zastosował elektryczne instrumenty. Muzycznie wypełniał lukę pomiędzy klasycznym rock and rollem Elvisa Presleya, a nową muzyką graną przez The Beatles. W istocie Shannon był blisko związany z brytyjską inwazją i był pierwszym amerykańskim muzykiem śpiewającym covery Beatlesów.
Dobrze rozwijająca się kariera Shannona została zahamowana, gdy zainteresowanie publiczności przeniosło się w kierunku rocka psychodelicznego, do którego Shannon nie potrafił się przystosować. W latach 70. i 80. sporadycznie wracał do studia nagrań wspomagany przez grupę Toma Petty’ego. Po nagłej śmierci Roya Orbisona Petty rozważał, by Shannon zajął jego miejsce w supergrupie Traveling Wilburys. Plany się nie ziściły w związku z samobójczą śmiercią Shannona w 1990.
Do największych przebojów Shannona należą: „Runaway”, „Hats Off to Larry”, „So Long Baby”, Little Town Flirt”, „Keep Searchin” i „Stranger in Town” oraz cover Beatlesów „From Me to You”.
W 1999 został wprowadzony do Rock and Roll Hall of Fame.

## Dyskografia
- 1961 Runaway with Del Shannon
- 1963 Little Town Flirt
- 1963 Hats Off to Del Shannon
- 1964 Handy Man
- 1965 Del Shannon Sings Hank Williams
- 1965 One Thousand Six-Hundred Sixty-One Seconds
- 1966 This Is My Bag
- 1966 Total Commitment
- 1968 The Further Adventures of Charles Westover
- 1972 Live in England
- 1978 And the Music Plays On
- 1980 Hit Parade
- 1981 Drop Down and Get Me
- 1982 Del Shannon
- 1990 I Go to Pieces
- 1991 Rock On!
- 1998 The Further Adventures of Charles Westover
- 2002 Runaway
- 2003 Back to Back